# Rodrigo Lorenzoni
Rodrigo Marques Lorenzoni (Porto Alegre, 23 de junho de 1979) é um médico veterinário e político brasileiro filiado ao Progressistas (PP).

## Biografia

### Início de vida
Rodrigo Lorenzoni nasceu em Porto Alegre, Rio Grande do Sul, em 23 de junho de 1979. É filho do ex-ministro do Trabalho e Previdência do Governo Jair Bolsonaro, Onyx Lorenzoni.

### Formação acadêmica
É médico veterinário, com pós-graduação em Administração de Empresas pela Fundação Getúlio Vargas (FGV) e com extensão na School of Business Administration da Universidade de Miami (EUA).

## Carreira política
Rodrigo Lorenzoni presidiu o Conselho Regional de Medicina Veterinária do Rio Grande do Sul (CRMV-RS) por seis anos. Na política partidária, foi escolhido, por unanimidade em 2019, presidente do Democratas no Rio Grande do Sul. Em junho de 2025, Rodrigo, junto ao seu pai, Onyx Lorenzoni, se filiou ao Progressistas (PP).

### Deputado estadual
Nas eleições de 2018, ficou como suplente de deputado estadual pelo DEM com 16.895 votos.
Mas assumiu como suplente de 27 de março de 2019 a 21 de fevereiro de 2020, e reassumiu a cadeira como titular em março de 2022, após a cassação de Ruy Irigaray.
Foi eleito deputado estadual nas eleições de 2022 com 85.692 votos pelo PL, sendo o terceiro mais votado no pleito.

#### Atuação parlamentar e projetos de lei
Foi autor da Lei de Liberdade Econômica em âmbito estadual (Lei 15.431/2019), uma norma pioneira que visa reduzir a burocracia nas atividades econômicas e facilitar a relação entre empreendedores e poder público no âmbito estadual.
Ele propôs e presidiu as seguintes frentes parlamentares:
- Frente Parlamentar da Agricultura Gaúcha;
- Frente Parlamentar para Discutir a Utilização de Tração Animal no RS;
- Frente Parlamentar em Defesa do Empreendedor e da Liberdade Econômica.

Atualmente, é integrante titular das Comissões de Economia, Desenvolvimento Sustentável e Turismo; e de Finanças, Planejamento, Fiscalização e Controle; além de suplente na Comissão de Agricultura, Pecuária, Pesca e Cooperativismo.
Entre os projetos de lei em tramitação de sua autoria, destaca-se o PL 599/2023, que propõe o fim da taxa de licenciamento/expedição do Certificado de Registro e Licenciamento de Veículo (CRLV).

### Atuação como secretário municipal e estadual
Exerceu a função de Secretário de Desenvolvimento Econômico e Turismo de Porto Alegre em 2021, participando do processo de regulamentação da Lei de Liberdade Econômica municipal. No Executivo estadual, comandou a pasta de Desenvolvimento Econômico e Turismo e a de Articulação e Apoio aos Municípios.

## Desempenho eleitoral
| Ano  | Eleição                       | Partido | Cargo             | Votos  | Resultado | Ref.  |
| ---- | ----------------------------- | ------- | ----------------- | ------ | --------- | ----- |
| 2018 | Estadual no Rio Grande do Sul | DEM     | Deputado estadual | 16.895 | Suplente  | [ 4 ] |
| 2022 | Estadual no Rio Grande do Sul | PL      | Deputado estadual | 85.692 | Eleito    | [ 5 ] |